# Giovanni Galbieri
Giovanni Galbieri (ur. 8 stycznia 1993) – włoski lekkoatleta specjalizujący się w biegach sprinterskich.
W 2009 zdobył brązowy medal w biegu na 100 metrów podczas mistrzostw świata juniorów młodszych oraz stanął na najniższym stopniu podium olimpijskiego festiwalu młodzieży Europy. Siódmy zawodnik juniorskich mistrzostw Europy (2011). W 2012 osiągnął półfinał mistrzostw świata juniorów w Barcelonie. Złoty medalista młodzieżowych mistrzostw Europy w Tallinnie (2015). W 2016 zawodnik odpadł w eliminacjach biegu na 100 metrów podczas mistrzostw Europy w Amsterdamie.
Medalista mistrzostw Włoch.

## Osiągnięcia
| Rok  | Impreza                               | Miejsce    | Konkurencja             | Pozycja    | Wynik |
| ---- | ------------------------------------- | ---------- | ----------------------- | ---------- | ----- |
| 2009 | Mistrzostwa świata juniorów młodszych | Bressanone | bieg na 100 metrów      | 3. miejsce | 10,79 |
| 2009 | Olimpijski festiwal młodzieży Europy  | Tampere    | bieg na 100 metrów      | 3. miejsce | 10,82 |
| 2011 | Mistrzostwa Europy juniorów           | Tallinn    | bieg na 100 metrów      | 7. miejsce | 10,65 |
| 2011 | Mistrzostwa Europy juniorów           | Tallinn    | sztafeta 4 × 100 metrów | 5. miejsce | 41,15 |
| 2012 | Mistrzostwa świata juniorów           | Barcelona  | bieg na 100 metrów      | półfinał   | 10,48 |
| 2012 | Mistrzostwa świata juniorów           | Barcelona  | sztafeta 4 × 100 metrów | eliminacje | 40,41 |
| 2013 | Młodzieżowe mistrzostwa Europy        | Tampere    | sztafeta 4 × 100 metrów | 7. miejsce | 39,55 |
| 2015 | Młodzieżowe mistrzostwa Europy        | Tallinn    | bieg na 100 metrów      | 1. miejsce | 10,33 |
| 2016 | Mistrzostwa Europy                    | Amsterdam  | bieg na 100 metrów      | eliminacje | 10,48 |
| 2022 | Halowe mistrzostwa świata             | Belgrad    | bieg na 60 m            | eliminacje | 6,66  |

## Rekordy życiowe
- Bieg na 60 metrów (hala) – 6,70 (2018)
- Bieg na 100 metrów – 10,32 (2015) / 10,20w (2015)